# 細胞質基質

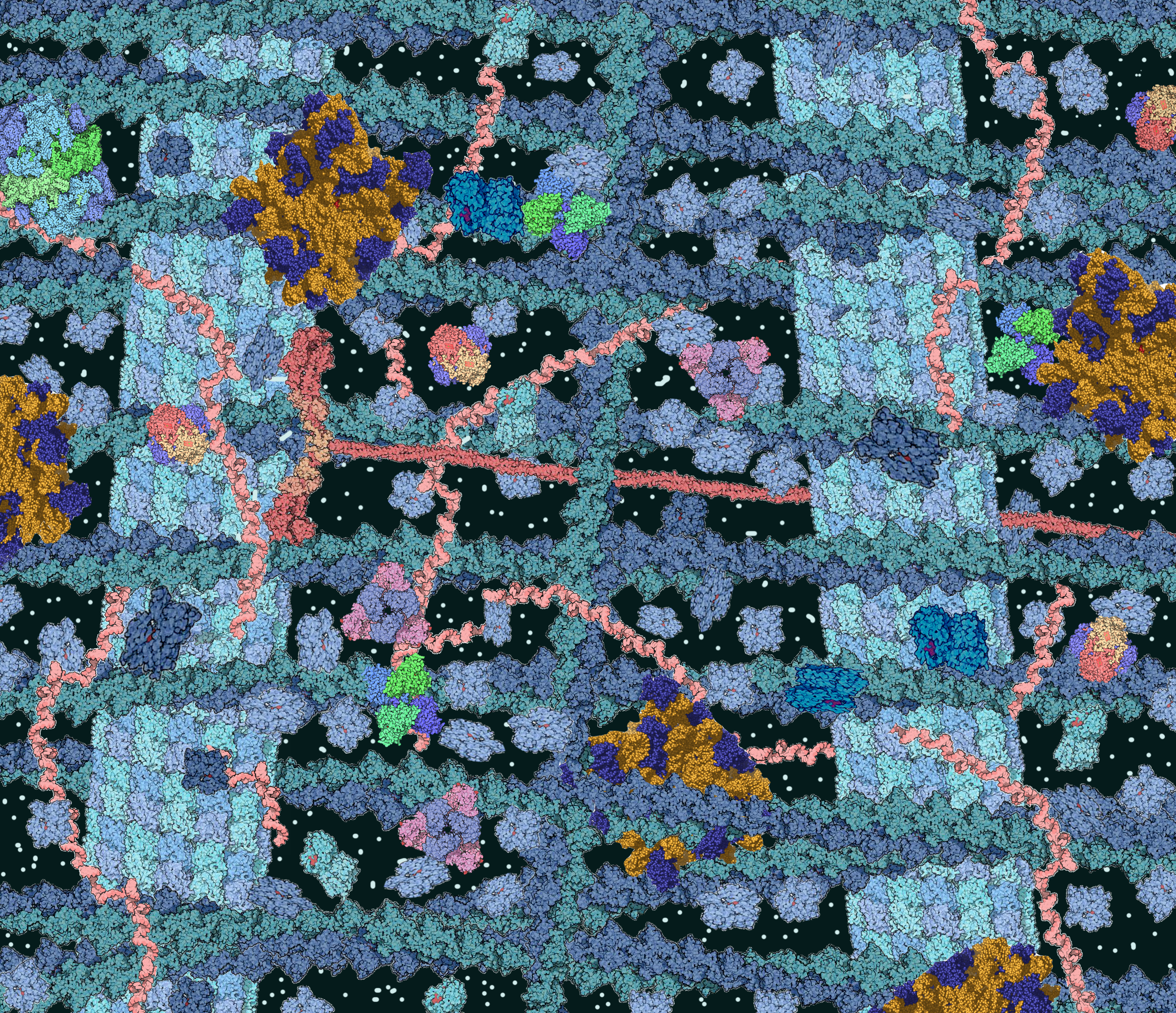
細胞質基質は多種の分子を含む濃密な溶液であり、これらの分子は細胞質の体積の最大30%を占める。

細胞質基質（さいぼうしつきしつ、英: cytoplasmic matrix）とは細胞内の部分の呼称で、細胞質から細胞内小器官を除いた部分のことである。細胞質ゾル、サイトゾル（英: cytosol）、細胞質マトリックスあるいは細胞礎質とも呼ばれる。古くは透明質、可溶性部分などと呼ばれたこともあるが、その後の分析技術の向上により、これらの部分にもさまざまな構造や機能が認められたため、この呼称の利用には問題がある。
細胞質基質は、水に溶解した多くの物質からなる複雑な混合物である。細胞質基質の大部分を占めるのは水であるが、その細胞内での構造や性質は十分には理解されていない。細胞質基質中のナトリウムやカリウムなどのイオン濃度は細胞外液とは異なっており、こうしたイオン濃度の差異は浸透圧調節、細胞シグナル伝達、興奮性細胞（神経細胞、筋細胞など）における活動電位の形成といった過程に重要である。また、細胞質基質には大量の高分子が含まれており、分子クラウディング効果によって分子の挙動に変化をもたらす場合がある。
細胞質基質はかつては単なる分子の溶液と考えられていたが、カルシウムイオンなどの低分子の濃度勾配の形成、同じ代謝経路に関与して協働する酵素複合体の形成、プロテアソームやカルボキシソームなどのタンパク質複合体による細胞質基質の一部の分離など、複数のレベルで組織化がなされていることが現在では明らかにされている。

## 性質と組成

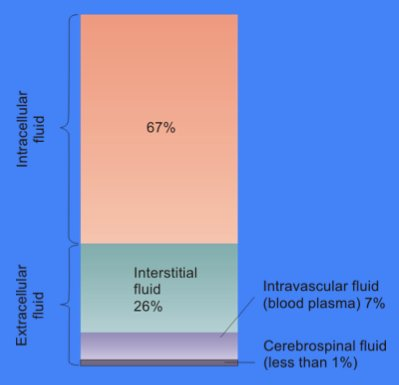
ヒトの体液の構成。細胞内液は体液全体の67%を占める。

細胞の体積のうち細胞質基質が占める割合には幅がある。細菌では細胞質基質が細胞構造の大部分を占めるのに対し、植物細胞で主な割合を占めているのは中央液胞である。細胞質基質は主に水と、そこに溶解したイオンや低分子、水溶性高分子（タンパク質など）から構成される。タンパク質を除くと、大部分の分子種は分子量が300未満である。代謝に関与する分子（代謝物質）の種類は膨大であるため、この低分子混合物の構成はきわめて複雑である。植物界で合成される低分子の代謝物質は200,000種類にものぼる可能性がある。ただし、こうした分子の全てが特定の生物種や細胞内にみられるわけではない。大腸菌や出芽酵母の1細胞で合成される代謝物質の数は1000種類以下と推計されている。

### 水
細胞質基質の大部分は水であり、一般的な細胞では総体積の約70%を占める。マウス細胞の細胞質基質のpHは7.0から7.4の範囲であり、細胞の成長中にはpHが高くなることが多い。細胞質の液相の粘度は純水とほぼ同じであるが、この液体中の低分子の拡散の速度は純水の約1/4である。この差異の大部分は細胞質基質中に多数存在する高分子との衝突によるものである。アルテミアを用いた研究では水がどのように細胞機能に影響を及ぼすかが調査されており、細胞内の水分量が20%減少すると代謝の阻害がみられるようになり、細胞の脱水の進行とともに代謝は低下し、水分量が正常時の70%になると全ての代謝活性が停止することが示されている。
水は生命の生存に不可欠であるが、細胞質基質内の水の構造は十分に理解されていない。核磁気共鳴（NMR）分光法などの手法では水の平均構造に関する情報が得られるものの、微視的スケールでの局所的変化を測定することはできない。水分子は水素結合を介して水クラスターなどの構造を形成することが知られており、純水ですらもその構造の理解は不十分である。
古典的には、細胞内の水分子の約5%は水和水として溶質や高分子に強固に結合しており、残りの大部分は純水と同様の構造を有すると考えられている。水和水区画は浸透的に不活性であり、一部の溶質は排除され、他のものは濃縮されるといった、他の区画とは異なる溶媒特性を有している可能性がある。一方、細胞内に高濃度で存在する高分子の影響は細胞質基質全体に及んでおり、細胞内の水分子は希薄溶液中の水分子とは大きく異なる挙動を示すという主張もある。こうした主張には、細胞内には水が低密度で存在する領域と高密度の領域が存在し、細胞の他の部分の構造や機能に広範な影響を及ぼしている、といったものも含まれる。しかしながら、生細胞中の水分子の移動性を直接的に測定する先進的NMR手法による研究ではこうした仮説とは反する結果が得られており、細胞内の水分子の85%は純水と同様の挙動を示し、そしてそれ以外の水分子は移動性が低く、おそらく高分子に結合しているためであると示唆されている。

### イオン
細胞質基質内のイオン濃度は細胞外液とは大きく異なっており、また細胞質基質にはタンパク質や核酸など荷電した高分子が細胞外と比較してはるかに多く含まれている。
| イオン                               | 濃度（mM） | 濃度（mM） |
| イオン                               | 細胞質基質 | 血漿       |
| ------------------------------------ | ---------- | ---------- |
| カリウムイオン                       | 139–150    | 4          |
| ナトリウムイオン                     | 12         | 145        |
| 塩化物イオン                         | 4          | 116        |
| 炭酸水素イオン                       | 12         | 29         |
| タンパク質中のアミノ酸の正味の負電荷 | 138        | 9          |
| マグネシウムイオン                   | 0.8        | 1.5        |
| カルシウムイオン                     | <0.0002    | 1.8        |

細胞外液とは対照的に、細胞質基質ではカリウムイオン濃度は高く、ナトリウムイオン濃度は低い。こうしたイオン濃度の差異は浸透圧調節に重要であり、仮に細胞の内外でイオン濃度が同じだった場合、細胞内の方が高分子の濃度が高いため浸透圧によって水が常に流入し続けることとなる。実際にはNa+/K+-ATPアーゼによってナトリウムイオンの排出とカリウムイオンの取り込みが行われ、その後カリウムイオンは濃度勾配に従ってカリウムチャネルを通って流出することで、正電荷の喪失による負の膜電位が形成される。この電位差につりあうよう、負に帯電した塩化物イオンもクロライドチャネルを通って細胞外へ移動する。ナトリウムイオンと塩化物イオンの喪失は細胞内の高濃度の有機分子による浸透圧の影響を相殺している。
細胞は細胞質基質にベタインやトレハロースなどのオスモライトを蓄積することで、より大きな浸透圧変化にも対処することができる。こうした分子の一部には、細胞が完全に乾燥した場合でも生存を可能にし、クリプトビオシスと呼ばれる仮死状態への移行を可能にする作用を持つものもある。この状態では細胞質基質とオスモライトはガラス状固体となり、乾燥による損傷からタンパク質や生体膜を保護している。
細胞質基質中にはカルシウムイオンは低濃度でしか存在しないため、シグナル伝達（カルシウムシグナリング）におけるセカンドメッセンジャーとしての機能が可能となっている。ホルモンなどのシグナルや活動電位によってカルシウムチャネルが開くことで、細胞質基質へカルシウムが流入する。そして細胞質基質のカルシウム濃度の急激な上昇によって、カルモジュリンやプロテインキナーゼCなど他のシグナル伝達分子が活性化される。塩化物イオンやカリウムイオンなど他のイオンも細胞質基質においてシグナル伝達機能を有している可能性があるが、これらに関しては十分な理解は得られていない。

### 高分子
細胞膜や細胞骨格に結合しないタンパク質分子は、細胞質基質に溶解している。細胞内のタンパク質濃度は極めて高く200 mg/mlに達し、細胞質基質の体積の20–30%を占める。しかしながら、一部のタンパク質は膜や細胞小器官と弱く結合しており、細胞溶解に伴って溶液中へ放出されているようであり、無傷な状態の細胞の細胞質基質にどれほどのタンパク質が溶解しているのかを正確に測定することは困難である。事実、サポニンを用いて膜構造を破壊することなく細胞膜の透過化を行った実験では、放出されるタンパク質は総タンパク質の約12％に過ぎず、またATPとアミノ酸を投与した場合には細胞ではタンパク質合成が行われる。一方、アクチン重合阻害剤の存在下では放出されるタンパク質は増大し、またタンパク質合成も低下することから、細胞質基質中の酵素の多くが細胞骨格に結合していることが示唆される。しかしながら、細胞内のタンパク質の大部分がmicrotrabecular latticeと呼ばれるネットワークに強固に結合しているという仮説は現在では可能性の低いものと考えられている。
原核生物の細胞質基質にはその細胞のゲノムが含まれており、核様体と呼ばれる構造を形成している。この構造は、細菌の染色体やプラスミドの転写や複製を制御するタンパク質とDNAからなる不定形の塊である。真核生物では、ゲノムは細胞核の内部に保持されており、核膜、そして直径約10 nmよりも大きな分子の拡散を防ぐ核膜孔によって細胞質基質から分離されている。
細胞質基質中の高濃度の高分子の存在によって、他の高分子が移動可能な体積が減少することでこれらの実効濃度が上昇する、分子クラウディングと呼ばれる効果が生じる。このクラウディング効果は、細胞質基質内での化学反応の速度と平衡の双方に大きな変化をもたらす。特に重要となるのは、複数のタンパク質が複合体を形成する際やDNA結合タンパク質がゲノム内の標的部位に結合する際などの、高分子の結合が有利となるような解離定数の変化である。

## 組織化
細胞質基質の構成要素は膜によって領域が隔てられているわけではないが、常にランダムに混ざり合っているわけでもなく、特定の分子を細胞質基質内の特定の部位に局在させるような、いくつかのレベルでの組織化がなされている。

### 濃度勾配
低分子は細胞質基質内を迅速に拡散するが、この区画内でも濃度勾配が形成される場合がある。よく研究されている例の1つが、開いたカルシウムチャネルの周辺領域に短期間形成されるカルシウムスパークである。スパークの直径は約2 μmであり、持続するのは数ミリ秒であるが、いくつかのスパークが融合することでカルシウム波（calcium wave）と呼ばれる大きな勾配が形成される。ミトコンドリアクラスターの近傍では、酸素やATPなど他の低分子の濃度勾配も形成されている可能性があるが、これらについては十分には理解されていない。

### タンパク質複合体
タンパク質は互いに結合してタンパク質複合体を形成する場合があるが、同じ代謝経路の段階を担う酵素の結合など、類似した機能を持つ一群のタンパク質が含まれていることが多い。このような組織化によって基質チャネリングが可能となり、ある酵素の反応産物は溶液中へ放出されることなく、反応経路の次の酵素へ直接受け渡される。チャネリングによって、細胞質基質中に酵素がランダムに分布している場合よりも迅速かつ効率的な反応経路を形成することができ、また不安定な反応中間体の放出を防ぐこともできる。酵素どうしの強固な結合はさまざまな代謝経路で幅広くみられるが、一方で緩やかに結合しているため細胞外での研究が困難なものもある。

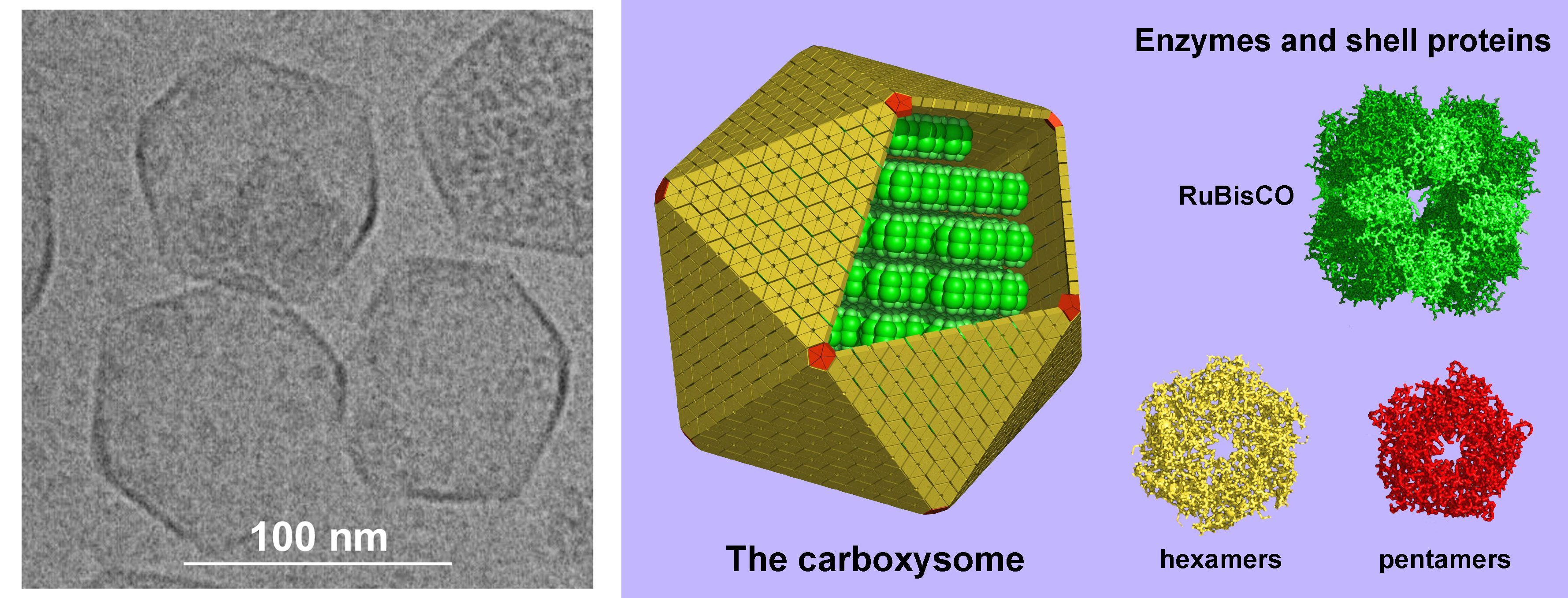
カルボキシソームは、細菌の細胞質基質にみられる、タンパク質によって取り囲まれた微小区画である。左にカルボキシソームの電顕像、右にその構造のモデルを示す。

### タンパク質による区画化
一部のタンパク質複合体には中心部に巨大な空洞を持つものがあり、その内部は細胞質基質の残りの部分から隔離されている。こうしたタンパク質によって取り囲まれた区画が存在する一例がプロテアソームである。プロテアソームでは、一群のサブユニットによってプロテアーゼ活性を有する中空のバレルが形成され、その内部で細胞質基質のタンパク質が分解される。この内部区画と細胞質基質の残りの部分との行き来が自由であれば無秩序な分解による損傷をもたらす可能性があるため、このバレルは調節タンパク質群による蓋がなされている。これらによって分解のためのシグナル（ユビキチンタグ）が付加されたタンパク質が認識され、内部へ送られる。
タンパク質による区画化の他の例としてはバクテリアマイクロコンパートメントが挙げられ、これらはタンパク質のシェル（殻）を形成してさまざまな酵素を内包している。こうした区画の一般的には直径は100–200 nmであり、タンパク質が互いにかみ合うようにしてシェルが形成されている。よく研究されているものとしてはカルボキシソームがあり、内部にはRuBisCOなど炭素固定に関わる酵素が含まれている。

### 生体分子凝縮体
膜に囲まれていない細胞小器官は生体分子凝縮体によって形成される場合がある。これらは高分子のクラスター形成、オリゴマー化、もしくは重合によって生じ、細胞質や核のコロイド相分離を駆動する。

### 細胞骨格によるふるい効果
細胞骨格は細胞質基質の一部ではないが、このフィラメントネットワークの存在によって細胞内の高分子の拡散が制限されている。例として、いくつかの研究では25 nm（リボソームと同程度のサイズ）よりも大きなトレーサー粒子は細胞周縁部や核隣接領域など細胞質基質の一部領域から排除されることが示されている。こうした排除区画には、他の区画よりも濃密なアクチン繊維のメッシュ構造が存在している可能性がある。こうした微小ドメインはリボソームや細胞小器官など巨大な構造体を排除し、また他の領域へ濃縮することで、分布に影響を及ぼしている可能性がある。

## 機能
細胞質基質は複数の細胞過程が行われる場である。こうした過程としては、細胞膜から細胞内の各部位（細胞核や細胞小器官など）へのシグナル伝達が含まれる。またこの区画は、有糸分裂時の核膜解体後の細胞質分裂の過程の多くが行われる場でもある。細胞質基質の他の主要な機能として、代謝物質の産生部位から使用部位への輸送がある。この過程はアミノ酸のような水溶性分子に関しては比較的単純であり、細胞質基質を介して迅速に拡散する。一方、脂肪酸やステロールなどの疎水性分子は特異的結合タンパク質によって細胞質基質中の輸送が行われる。エンドサイトーシスによって細胞内に取り込まれた分子や分泌途上の分子も、小胞に内包され細胞質基質を通って輸送される。小胞は脂質からなる小さな球体であり、モータータンパク質によって細胞骨格に沿って輸送される。
細胞質基質は原核生物の代謝の大部分が行われる場であり、真核生物においても代謝の大部分が細胞質基質で行われる。哺乳類では、細胞内のタンパク質の約半数が細胞質基質に局在している。最も完全なデータが利用可能な酵母では、代謝の再構成実験によって、代謝過程と代謝物質の双方とも大部分が細胞質基質で生じていることが示されている。動物において細胞質基質で行われる主要な代謝経路は、タンパク質生合成、ペントースリン酸経路、解糖系、糖新生である。経路の局在は生物種によって異なる場合があり、例えば脂肪酸合成は動物では細胞質基質で行われるが、植物では葉緑体、アピコンプレックス門ではアピコプラストで行われる。

## 関連文献
- Wheatley, Denys N.; Pollack, Gerald H.; Cameron, Ivan L. (2006). Water and the Cell. Berlin: Springer. ISBN 1-4020-4926-9. OCLC 71298997